# Miss Perú 2021
Miss Perú 2021 fue la 69.ª edición del Miss Perú, que se llevó a cabo el 10 de octubre de 2021 en el Palacio Municipal de Lima en Lima, Perú y debido a la contingencia por Covid-19 el concurso fue de forma virtual y se transmitió por las redes oficiales del evento. 39 candidatas de todo el país compitieron por la corona máxima del país.

Al final del evento, Janick Maceta, Miss Perú 2020, coronó a Yely Rivera como su sucesora, quién representó a Perú en el certamen Miss Universo 2021 llevado a cabo el 13 de diciembre de 2021 en Eilat, Israel, pero no logró clasificar al Top 16 de cuartofinalistas.

## Resultados
La ganadora del Miss Perú 2021 representó a Perú en la 70.ª edición del certamen Miss Universo.
| Título                                   | Candidata | Resultados internacionales |
| ---------------------------------------- | --- | --- |
| Miss Perú 2021 Miss Perú Universo 2021   | - Arequipa - Yely Rivera | No clasificó |
| 1.ª finalista                            | - Perú USA - Camila Escribens | - |
| Miss Mesoamérica Perú 2022 2.ª finalista | - Paita - Mei Azo | Segunda finalista |
| Top 6                                    | - Lima Sur - Maryori Morán - Piura - María Fernanda Bernaola - Ucayali - Danna Gislaynne Casimiro | - Lima Sur - Maryori Morán - Piura - María Fernanda Bernaola - Ucayali - Danna Gislaynne Casimiro |
| Top 10                                   | - Lima - Alyssa Denegri - Lima Oeste - Ariana Coll - San Martín - Diana Sánchez - Perú USA - Alessandra Sierra | - Lima - Alyssa Denegri - Lima Oeste - Ariana Coll - San Martín - Diana Sánchez - Perú USA - Alessandra Sierra |
| Top 20                                   | - Cajamarca - Yarik Coba - Cuzco - Dyanella Salas - Lima - Alexandra Sorroza - Lima - Antonella Klepatzky - Lima - Viveka Hernández - Lima Norte - Yessenia Rochabrun - Lima Región - Fiorella Carrasco - Madre de Dios - Lecina de Moura - Piura - Rita Zuazo - Puno - Ana Claudia Laguna | - Cajamarca - Yarik Coba - Cuzco - Dyanella Salas - Lima - Alexandra Sorroza - Lima - Antonella Klepatzky - Lima - Viveka Hernández - Lima Norte - Yessenia Rochabrun - Lima Región - Fiorella Carrasco - Madre de Dios - Lecina de Moura - Piura - Rita Zuazo - Puno - Ana Claudia Laguna |

## Candidatas
39 candidatas de todo el país, entre reinas departamentales y retadoras, compitieron por el título.

Reinas departamentales
| Departamento    | Candidata                         | Edad | Estatura |
| --------------- | --------------------------------- | ---- | -------- |
| Áncash          | Indira Leyssi Sáenz Mejía         | 19   |          |
| Arequipa        | Noalit Gómez Campos               | 22   |          |
| Arequipa Región | Cinthia Las Heras Martín          | 27   |          |
| Ayacucho        | Andrea Santibañez Fabián          | 23   |          |
| Cajamarca       | Yarik Coba Fernández              | 24   |          |
| Cuzco           | Dyanella Salas Ocampo             | 20   |          |
| Perú España     | Viviana San Miguel Tapia          | 25   |          |
| Ica             | Carla Corrales Arana              | 25   |          |
| Jaén            | Maria Yanabell Cerquin            | 23   |          |
| Junín           | Ricdely Madahi López Apaza        | 23   |          |
| La Libertad     | Carolina Irina Alcorta Stevens    | 28   | 1,73 m   |
| Lambayeque      | María Luisa "Malú" Grosso Zamora  | 24   |          |
| Lima Centro     | Gianella Avendaño Ríos            | 20   |          |
| Lima Norte      | Yessenia Valeria Rochabrun Valdez | 24   |          |
| Lima Oeste      | Ariana Coll Gervassi              | 20   |          |
| Lima Sur        | Maryori Morán                     | 20   |          |
| Lima Región     | Fátima María Sánchez Martínez     | 19   |          |
| Loreto          | Sarabia Soto Fernández            | 27   |          |
| Madre de Dios   | Lecina de Moura Oliveira          | 20   |          |
| Pisco           | Kelly Castillo Pacheco            | 25   |          |
| Piura           | Rita Zuazo Mondragón              | 20   |          |
| Puno            | Ana Claudia Laguna Cconi          | 26   |          |
| San Martín      | Diana Maribel Sánchez Navarro     | 22   |          |
| Tacna           | Camila Lince Pastor               | 24   |          |
| Ucayali         | Danna Gislaynne Casimiro Ramirez  | 25   |          |
| Perú USA        | Alessandra Anne Sierra Mendizábal | 27   |          |

Retadoras
| Departamento | Candidata                        | Edad | Estatura |
| ------------ | -------------------------------- | ---- | -------- |
| Arequipa     | Claudia Lucía León Barco         | 28   |          |
| Arequipa     | Yely Rivera Kroll                | 27   | 1,78 m   |
| Cuzco        | Cithaly Paola Escobedo Samaniego | 19   |          |
| Lima         | Alexandra Sorroza Roca           | 22   | 1,76 m   |
| Lima         | Alyssa Denegri Belchenbraum      | 24   | 1,80 m   |
| Lima         | Antonella Igora Klepatzky        | 25   |          |
| Lima         | Viveka Hernández Valverde        | 24   | 1,73 m   |
| Lima Región  | Fiorella Sofía Carrasco Solano   | 21   |          |
| Lima Región  | Viviana Rejas Brunette           | 22   |          |
| Piura        | Antares Shia Chu Ramos           | 22   |          |
| Piura        | María Fernanda Bernaola Timoteo  | 25   | 1,73 m   |
| Piura        | Mei Azo Ayón                     | 27   | 1,74 m   |
| Perú USA     | Camila Escribens                 | 23   | 1,77 m   |

## Jurado
- Natalie Glebova - Miss Universo 2005
- Michelle McLean - Miss Universo 1992
- Giselle Reyes - Preparadora Internacional de Reinas
- Nika Rosandic - Youtuber y Experta de los Concursos de Belleza
- Henrique Fontes - Fundador de portal de belleza Global Beauties
- José L. Castro - Experto de los Concursos de Belleza
- Alvin Sebetero - Youtuber y Experto de los Concursos de Belleza
- William Duarte - Presentador internacional y actor
- Siera Bearchell - Miss Universo Canadá 2016
- Alexander González - Coach Internacional
- Nok Srichinda - Youtuber y Experto de los Concursos de Belleza